# I-Cybie

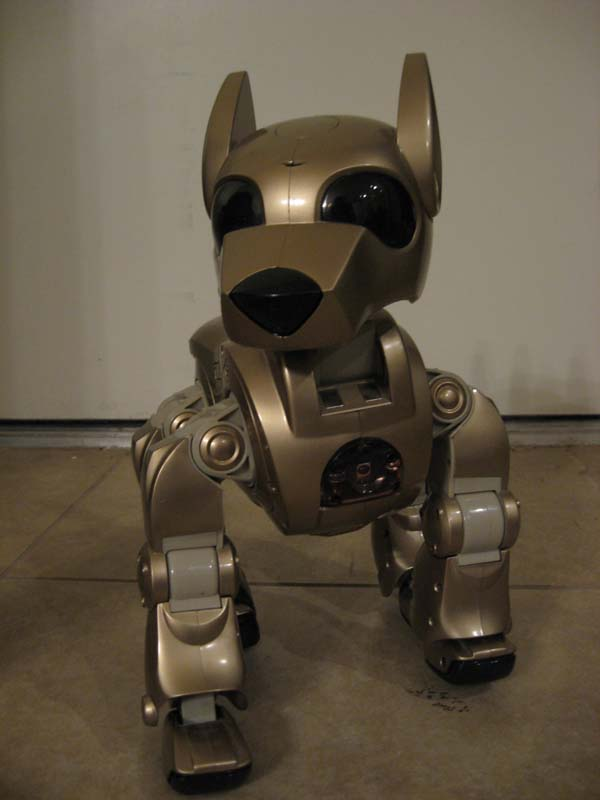
Az i-Cybie

i-Cybie egy kutyát mintázó robot játék, a Silverlit Electronics gyártmánya. Reagál zajra, érintésre, beszédre és vezeték nélküli távirányítójára. Rendelkezik némi mesterséges intelligenciával, de csak nagyon limitált tanulásra képes és hivatalosan nem programozható. i-Cybie volt az első robot játékok egyike, amelyik – ideális körülmények között – képes saját akkumulátorát feltölteni a Walk Up Charger segítségével.

## Mechanikai adatok
- 16 motor felel i-Cybie mozgékonyságáért
- több tucat előre tárolt mozgáskombináció
- hangfelismerő képesség
- hangforrás irányának felismerése
- intelligens, szenzor-alapú térfigyelés, fal/tárgy detektálás
- mozgásérzékelő
- elakadás-érzékelő
- egyensúly-érzékelő – ha elesik, magától lábra áll
- érintés érzékelő – reagál, ha bizonyos pontokon simogatják
- infravörös jelátvitel a töltőállomással és más robotokkal való kommunikációhoz

## Személyiségi jegyek
- alapszintű mesterséges intelligencia
- idő- és interakció alapú viselkedés (jobb a kedve, ha foglalkoznak vele)
- trükkök és mutatványok a gazdi utasítására (például pacsit ad, fejen áll)
- életszerű szükségletek (elalszik, pisil)
- gyorsparancsok a távirányító segítségével

## Érzelmi jegyek
Mint az igazi kutyusok, i-Cybie is igényli a kényeztetést, simogatást. Jókedvében szívesen mutat be trükköket, szeret a figyelem középpontjában lenni. Ha bánatos, többet nyüszít, lógatja buksiját. Előfordul, hogy csak úgy egyszerűen sétálgat magában. Ha huzamosabb ideig nem foglalkoznak vele (kb. fél óra), i-Cybie lefekszik aludni és kikapcsolja magát. Amikor ébren van, alapvetően négy különböző hangulata lehetséges: boldog, hiperaktív, szomorkás, álmos. Azt, hogy éppen melyik hangulatában van, ki lehet következtetni viselkedéséből, fejtartásából, szeme színéből és farkincájának tartásából.

## Történet
2001-ben mutatta be a Silverlit, forgalmazásával a Tiger Electronics próbálkozott, milliókat invesztálva a játékba. Újradizájnolták a kutyát (Sony Aibo mintájára), új funkciókkal látták el, végül piacra dobták, csakhogy nem túl jó időpontban, néhány hónappal 2001. szeptember 11. előtt. A világpiacot ért támadás i-Cybie-t is megviselte, a Tiger feladta a forgalmazást. Annyira sok veszteség érte, hogy nem akart többet foglalkozni a kutyussal. Viszont a Silverlit hű maradt a rajongókhoz és máig is árulnak kiegészítőket és alkatrészeket az i-Cybie.com-on. Nem sokkal később a Tiger beolvadt a Hasbro családba, a Silverlit pedig 2005-ben aláírt egy szerződést az Outrageous International játékvállalattal (New Jersey és Hongkong székhelyű) i-Cybie újbóli értékesítésére vonatkozólag. A Silverlit/Outrageous együttműködés már sikeresnek bizonyult. 2006/2007-re ígérték a szőrös x-Cybie modellt, de egyelőre nincsenek róla újabb információk.

## Forráskód
2006-ban az Aboutbots.com website (korábban i-Cybiehot.com) indított egy online petíciót annak érdekében, hogy a Hasbro és Silverlit kiadják i-Cybie forráskódját. Úgy bárki által hivatalosan is programozhatóvá válna.

## I-Cybie hack
A nem hivatalos Super i-Cybie az i-Cybie Hack projekt eredménye. Ez egy hardver, ami számítógép-bemenetet csinál a kutyán, s így ügyes programozó gazdik tudnak írni saját programokat rá, fejleszteni a kutyát.

## Külső hivatkozások
- Hivatalos i-Cybie website
- Nyílt forráskódot i-Cybie-nak!
- i-Cybie Hack
- Detailed analysis of comments by i-Cybie owners
- robotinfo.blogspot.com – Robot Info